# Füleki evangélikus temető
A Füleki ótemető egy 19. századi család végső nyughelye.

## Története
A Berchtold kastély (ma a Füleki Gimnázium) utolsó tulajdonosainak nyugvóhelye a nagyállomás közelében lévő, Füleki ótemetőben lévő mauzóleum. A mauzóleum a 19. század végén Stephani Lajos megbízásából épült. Itt Helyezték örök nyugalomra Stephani Lajos földi maradványait, aki még 1897-ben a királytól is elnyerte a „Füleki” nemesi előnevet. Azonban Budapesten lelte halálát, holttestét vonattal Fülekre szállították. A Stephani család kriptája jelenleg lepusztult állapotban van, és felújításra szorul. A mauzóleum tulajdonosa az Ágostai Hitvallású Evangélikus Egyház. A dombon temető is volt, amiről néhány sírkő is tanúskodik; az egyiken az 1882-es évszám olvasható.